# Jüdisches Museum Berlin
Jüdisches Museum Berlin er et museum i Berlin. Fra 2001 til 2017 dokumenterede museets permanente udstilling næsten 2.000 års jødisk historie i Tyskland. De kommende to år skal udstillingsrummene renoveres, for øjeblikket er kun en del af Libeskind-bygningen tilgængelig. Imidlertid præsenteres en beskeden udstilling om byen Jerusalem i Den Gamle Bygning.
Det første jødiske museum i Berlin blev åbnet i januar 1933 i Oranienburger Straße, men blev lukket i 1938. Ideen om at genoprette et museum i West-Berlin blev foreslået i 1971, og en "forening for et jødisk museum" blev grundlagt fire år senere. I 1978 kunne Berlins bymuseum vise en udstilling om byens jødiske historie.
I 1999 stod museumsbygningen af Daniel Libeskind færdig. Jüdisches Museum Berlin fik status som selvstændigt museum. Den permanente udstilling åbnede i 2001. Under den selvejende institution hører også arkivet, biblioteket og akademiet.
Fra 1997-2014 var direktøren for museet professor W. Michael Blumenthal, som oprindelig er fra Berlin, men var amerikansk finansminister under præsident Jimmy Carter. Han blev efterfulgt af Peter Schäfer i september 2014.

## Eksterne links
- Museets hjemmeside